# 미분간섭현미경

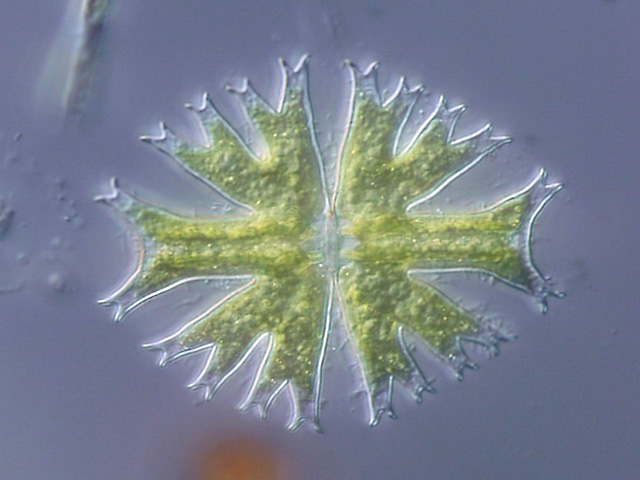
투과된 DIC 현미경으로 촬영한 별해캄목(Micrasterias furcata)

미분간섭현미경, 미분간섭대비현미경(Differential interference contrast microscopy, DIC) 또는 미분간섭관찰법은 염색되지 않은 투명한 샘플의 대비를 향상시키는 데 사용되는 광학 현미경 기술이다. DIC는 간섭계 원리에 따라 작동하여 샘플의 광로 길이에 대한 정보를 얻고 그렇지 않으면 보이지 않는 특징을 볼 수 있다. 상대적으로 복잡한 광학 시스템은 회색 배경에 검은색에서 흰색으로 나타나는 물체의 이미지를 생성한다. 이 이미지는 위상차현미경으로 얻은 이미지와 유사하지만 밝은 회절 후광이 없다. 이 기술은 프랜시스 휴스 스미스(Francis Hughes Smith)가 발명했다. "스미스 DIK"는 독일의 에른스트 라이츠 베츨라어(Ernst Leitz Wetzlar)가 생산했으며 제조가 어려웠다. DIC는 1952년 폴란드 물리학자 조지 노마스키(Georges Nomarski)에 의해 더욱 발전되었다.
DIC는 편광 광원을 샘플 평면에서 공간적으로 변위(전단)된 두 개의 직교 편광 상호 응집성 부분으로 분리하고 관찰 전에 재결합하는 방식으로 작동한다. 재결합 시 두 부분의 간섭은 광학 경로 차이(즉, 굴절률과 기하학적 경로 길이의 곱)에 민감하다. 샘플의 광학 경로 차이가 0일 때 간섭을 결정하는 조정 가능한 오프셋 위상을 추가하면 대비는 전단 방향을 따른 경로 길이 구배에 비례하여 광학 밀도의 변화에 해당하는 3차원 물리적 릴리프의 모양을 제공한다. 지형적으로 정확한 이미지를 제공하지는 않지만 선과 가장자리를 강조한다.